# 小池里奈
小池 里奈（こいけ りな、1993年 (平成5年) 9月3日 - ）は、日本の女優、タレント、グラビアアイドル、YouTuber。栃木県小山市出身。
ベリーベリープロダクションに所属していたが、2023年4月10日に退所を発表。同年10月5日、TWIN PLANET ENTERTAINMENTへの所属を発表。

## 略歴
小学3年生の大晦日、家族で出かけた新宿でベリーベリープロダクション社長の阿部由美子にスカウトされる。2004年、TBS系（CBC制作）『美少女戦士セーラームーン』のルナ（人間体）役でデビュー。同年、1枚目のDVDとVHSで『おにいちゃんといっしょ』を発表した。
2006年4月から2007年9月2日まで、エンタ!371（運営元はつくばテレビ）の『NEWS!371』におけるジュニアNEWSのMCを担当した。2006年から、『Chu→Bohチューボー』（海王社）に参加。しばしば表紙も飾り、連載コーナーを持つなど同誌の代表的な存在で、2007年、2008年は2年連続で生徒会長を務めたが、2009年2月28日に同誌主催のイベントにて卒業を宣言。2006年、テレビドラマ『喰いタン』に出演して以降、女優としての活動が増えるようになった。2009年4月 佐野日本大学高等学校に入学。2009年10月5日、地元の小山市より「小山評定ふるさと大使」に任命される。2012年4月 亜細亜大学に入学、2016年に卒業。
2017年8月に放送されたドラマ『オバチャン保険調査員 赤宮楓のマル秘事件簿』の出演を最後にTwitterの更新が止まり、所属事務所であるベリーベリープロダクションからも小池のプロフィールが削除された。それ以後の芸能活動はなく、実質的な活動休止状態となっていた。
2018年10月1日に、本人の公式Twitter（現・X）が、2017年8月22日以降初めて更新され、ニュージーランドへの留学、オーストラリアでの労働経験など、海外に行っていたことを明らかにした。また、このことは、ベリーベリープロダクション公式ツイッターでもアナウンスされ、所属事務所のウェブサイトでも、プロフィールが再掲載されるに至った。
2018年10月26日、ニュージーランドへの留学、オーストラリアでのワーキング・ホリデーを経て、約2年ぶりに芸能活動に復帰することを、都内で行われた会見で明らかにした。またTBS公式YouTubeチャンネル「となりのこいけ」を開設し、同年10月27日18時からレギュラー番組配信を開始した。集英社「週刊プレイボーイ」2019年2月11日号でグラビア活動に復帰。
2023年4月10日、約20年在籍したベリーベリープロダクションを離れたことを明らかにした。同年10月5日、TWIN PLANET ENTERTAINMENTへの所属を発表。
2024年、デビュー20周年を記念した8年ぶりとなる写真集、『crave』を7月3日に発売。

## 人物
- 家族構成は、父（産婦人科医）と母。一人っ子のため兄弟姉妹はいない。祖父は眼科医だった[17]。父親は2022年11月に亡くなっている[5]。
- 2012年3月、佐野日本大学高等学校卒業[18]。2016年3月、亜細亜大学経営学部卒業[19]。
- 趣味はイラストを描くこと[1]、カフェ巡り。
- 特技はピアノ[1]、ドラム[1]。
- 「ルル」と「トト」という名前の猫を飼っている[20]。
- 将来、行ってみたい場所はアメリカ合衆国のディズニーランド[1]。
- 本人曰く、健康オタクとのこと。
- 2020年には自身のYouTubeチャンネルで、2015年からアトピー性皮膚炎と思われる皮膚病が突如として発症し、まぶたの周辺が荒れたり腫れたりといった症状だったのが、悪化して次第に全身に広がり、2017年には皮膚の皮が剥けて赤くなり出血するなど、メイクでも隠し切れないほどになり、肌に衣服や布団が接触するだけで痛い状態になって苦しんでいたことを、その時の肌の写真を見せながら告白。アレルギー検査を行うも原因は不明で、ステロイド治療により一旦は治まったが、2020年からは今までと違う皮膚症状が、時々、現れることを告白している[21][22]。
- 2024年にデビュー20年目を迎え、以前はコンプレックスだったというお尻をグラビアのファンに誉められ、「これが私の武器なんだ！」と自信に思えるようになったと明かしている[13]。

## 出演

### テレビドラマ
- 美少女戦士セーラームーン（2004年、CBC） - セーラールナ 役（26話以降）
- 恋する日曜日「東京タワー」（2005年、BS-i）
- おみやさん4 第8話（2005年、テレビ朝日） - 安田瑞穂 役
- 女と愛とミステリー 監察医・篠宮葉月 死体は語る6（2005年、テレビ東京） - 小室梨花 役
- 土曜ワイド劇場（テレビ朝日）
  - 警視庁捜査一課強行犯七係（2005年） - 九重順子（渡瀬恒彦・古手川祐子の娘） 役
  - タクシードライバーの推理日誌21〜殺人占いの女〜（2005年） - 若林美奈 役
  - 東京駅お忘れ物預り所（2007年） - 里村千秋（幼少期）役
  - 監察官・羽生宗一3（2015年） - 森末春菜
- 喰いタン 5話・7話・9話・最終話（2006年、日本テレビ） - 木下黎 役
  - 喰いタン スペシャル「香港全部食べちゃうぞ!」編（2006年、日本テレビ）
  - 喰いタン2（2007年、日本テレビ）
- 怪談新耳袋 第5シリーズ（2006年、BS-i） - 佐藤綾 役
- 死亡推定時刻（2006年、フジテレビ） - 渡辺由紀 役
- 14才の母（2006年、日本テレビ） - 長崎さやか 役
- おみやさん5 SP第2部（2006年、テレビ朝日） - 南条はるか 役
- ケータイ少女〜恋の課外授業〜（2007年、ファミリー劇場ほか） - 藤宮桃香 役
- 仮面ライダーキバ（2008年、テレビ朝日） - 野村静香 役
- 不思議少女 加藤うらら（2008年、テレビ東京）
- 警視庁捜査一課9係（2008年4月16日、テレビ朝日）
- 7人の女弁護士2 第3話（2008年4月24日、テレビ朝日） - 女子中学生 役
- チャレンジド（2009年10月 - 11月、NHK総合） - 奥寺比夜 役
- 小池三姉妹（2009年10月4日、11月1日、エンタ!371） - 里奈 役[23]
- テレビ東京開局45周年記念ドラマスペシャル 「シューシャインボーイ」（2010年3月24日、テレビ東京） - 塚田千夏 役
- 三代目明智小五郎〜今日も明智が殺される〜（2010年4月 - 、毎日放送） - 小林少女 役
- 霊能力者 小田霧響子の嘘 7話、9話（2010年11月21日、12月5日、テレビ朝日） - 戸田翔子 役
- おねがいかなえてヴェルサイユ（2011年1月17日 - 3月28日、毎日放送 / テレビ神奈川） - 袋公女里奈 役
- 私立バカレア高校 第9話（2012年6月9日、日本テレビ） - 有坂由真 役
- 放課後はミステリーとともに 5回表/裏（2012年6月18日、25日、TBS） - 加藤美奈 役
- 黒の女教師 第6話（2012年8月24日、TBS） - 石川愛 役
- 匿名探偵 第3話・第6話・第8話（2012年10月26日、11月16日、11月30日、テレビ朝日） - 保坂麻美 役
- ドラマ特別企画「母。わが子へ」（2013年3月31日、毎日放送） - あくあ 役
- 刑事110キロ 第5話（2013年5月23日、テレビ朝日） - 三上晶 役
- 月曜ゴールデン「縁側刑事」（2013年9月2日、TBS） - 小野田千秋 役
- セーラーゾンビ（2014年4月18日 - 7月18日、テレビ東京） - アリナ 役
- リバースエッジ 大川端探偵社 第4話（2014年5月9日、テレビ東京） - 桃ノ木マリン 役
- ウルトラマンギンガS（2014年7月15日 - 12月23日、テレビ東京） - サクヤ 役
- 匿名探偵 第2シリーズ 最終話（2014年9月5日、テレビ朝日） - 保坂麻美 役
- 素敵な選TAXI 第7話（2014年11月25日、フジテレビ） - 黒田陽子 役
- このミステリーがすごい! ベストセラー作家からの挑戦状「黒いパンテル」（2014年12月29日、TBS） - 須藤千明 役
- ドラマスペシャル フラガールと犬のチョコ（2015年3月11日、テレビ東京） - 西村千佳 役
- ウルトラファイトビクトリー（2015年3月31日 - 6月23日、テレビ東京） - サクヤ 役
- 山本周五郎 人情時代劇 第2話「夜の辛夷」（2015年10月13日、BSジャパン） - お若 役
- ドラマスペシャル「検事の死命」（2016年1月17日、テレビ朝日） - 富樫明日香 役
- スミカスミレ 45歳若返った女（2016年2月5日 - 3月25日、テレビ朝日） - 加藤菜々美 役
- 初恋芸人（2016年3月1日 - 4月19日、NHK BSプレミアム） - 山口恵理 役
- 月曜名作劇場「オバチャン保険調査員 赤宮楓のマル秘事件簿」（2017年8月21日、TBS） - 吉森小春 役
- 科捜研の女 シーズン18 第6話（2018年11月29日、テレビ朝日） - 宮内あすか 役
- ほぼ日の怪談。 怪・その二「見てはいけない者」（2020年8月26日、テレビ神奈川） - 友里 役[注 3]
- 美食探偵 明智五郎 第7話 - 最終話（2020年6月14日 - 28日、日本テレビ） - ひな 役[26]
- ナイルパーチの女子会（2021年1月30日 - 3月20日、BSテレ東） - 高杉真織 役[27]
- 石子と羽男-そんなコトで訴えます?- 第8話（2022年9月2日、TBS） - 香山蘭 役[28]

### 映画
- あおげば尊し（2006年） - 小池洋子 役
- アインシュタイン・ガール
- 夕凪の街 桜の国（2007年） - 太田京花（「夕凪の街」編・少女期） 役
- 劇場版 仮面ライダー電王&キバ クライマックス刑事（2008年4月） - 野村静香 役
- 劇場版 仮面ライダーキバ 魔界城の王（2008年8月） - 野村静香 役
- グーグーだって猫である（2008年） - 幼少時の小島麻子 役
- 青空ポンチ（2008年） - 野原玉枝 役
- 書の道（2009年） - 反町美紀 役
- 二流小説家 シリアリスト（2013年） - 小林亜衣 役
- 極道の妻（つま）たち Neo（2013年6月8日） - 西澤サクラ 役
- テコンドー魂〜Rebirth〜（2014年2月15日） - 一色絵里 役
- 赤×ピンク（2014年2月22日） - まゆ 役
- 劇場版 ウルトラマンギンガS 決戦!ウルトラ10勇士!!（2015年3月14日） - ヒロイン・サクヤ 役
- ハッピーランディング（2015年6月6日） - 街田藍子 役
- 白魔女学園 オワリトハジマリ（2015年6月13日） - 衣笠りな 役
- ブルーヘブンを君に（2021年6月11日） - 鷺坂冬子（少女期）役
- 文豪ストレイドッグス BEAST （2022年1月7日） - ウエイトレス役
- Grand Guignol グランギニョール（2022年10月28日） - 大伴莉乃 役 ※R18+指定[29][30]

### バラエティ
- おはスタ（2005年、テレビ東京） - 「おはスタファッションショー」[注 4]
- ザ・ベストハウス123（2007年・2008年 - 、フジテレビ）
- 北川昌弘の「アイドル独断と偏見放送局」#28（2006年、エンタ!371）
- グラビアの美少女 #349（2006年、MONDO21）
- ランク王国「アイドル写真集売上ランキングTOP10」写真集ランキング3位（2006年、TBS）
- ジュニアアイドルニュース（2006年4月 - 2006年12月、エンタ!371） - レギュラー司会
- News!371〜ジュニア（2007年1月 - 9月放送で卒業、エンタ!371） - レギュラー司会
- 近未来×予測テレビ ジキル&ハイド（2008年、朝日放送）
- ダウンタウンDX（2008年・2010年、読売テレビ）
- 美の壺 File109「レトロな絵本」（2008年、NHK教育）
- アナCAN（2008年、TBS）
- 秘密のケンミンSHOW（2009年、読売テレビ）
- めざましテレビ「MOTTOいまドキ!」（2009年4月 - 2010年3月、フジテレビ）
- 踊る!さんま御殿!!（2009年9月、日本テレビ）
- 夜遊び三姉妹「魅惑の上上下下左右左右BA」（2009年12月18日、日本テレビ）
- 夜遊び三姉妹2「犯人はヤス」（2010年7月31日、日本テレビ）
- ゲーマーズTV 夜遊び三姉妹 〜今夜も上上下下左右左右BA〜（2010年11月4日 - 2013年3月28日、日本テレビ）
- 天才をつくる!ガリレオ脳研（2011年2月5日、テレビ朝日）
- THEブロックス（2011年12月17日、テレビ朝日）
- Vドリーム（2011年12月24日・25日、テレビ朝日）
- 脳活アップデートQ!スマートモンキーズ!!（2012年7月1日、フジテレビ）
- ゴッドタン（2012年7月7日、テレビ東京）
- TBS若手ディレクターと石橋の土曜の3回（2013年2月23日、TBS）
- 伝えてピカッチ（2013年4月6日、NHK）
- おはスタ645（2013年4月15日 - 、テレビ東京） - 天真爛漫！あまぐりちゃん役・レギュラー
- 双方向クイズ 天下統一（2013年8月3日、NHK）
- 満喫!とちぎ日和（2013年10月7日・2014年1月27日、とちぎテレビ）
- ヴァンガードTV TRY（BSジャパン、2014年3月3日 - ） ※地上波テレビ東京では3月31日まで。
- 社長 出川哲朗（1歳）（2015年6月7日 - 28日、テレビ東京） - 秘書 役
- 東京らふストーリー（2018年11月30日、テレビ朝日）
- 戦国炒飯TV 〜なんとなく歴史が学べる映像〜（2020年、TOKYO MX 他） - 沙希 役[31][注 5]
- ローモバチャレンジTV（2022年9月5日 - 10月24日、チバテレ）[34][35][36]
- ロードモバイル PRESENTS ラーメン大好き小池里奈（2022年10月31日・11月7日、チバテレ）[注 6][37]

### CM
- バンダイ 「ルナティア」（2004年）
- 東京ディズニーシー（2004年）
- 花王 「エコナ ドレッシングソース＜香味胡麻＞」 新発売編（2005年）
- バンダイ 「ハルミカ」（2008年）
- ロッテ 「雪見だいふく」（2009年）
- バンダイナムコゲームス 「太鼓の達人」10周年応援キャラクター／「太鼓の 達人ぽーだぶるDX」（2011年）[38]
- メガネトップ 「眼鏡市場」巨大レンズ篇・巨大レンズ/特殊加工篇（共演：岡江久美子）（2011年 - 2012年）
- ゼリア新薬「ヘパリーゼW スパークリング」（共演：川平慈英）（2015年）[39][40]
- P&G PANTENE「#令和の就職ヘアをもっと自由に」（2019年）[41][42]
- PR TIMES タスク・プロジェクト管理ツール「Jooto」（2020年）[43]
- 防衛省 予備自衛官等制度広報 イメージモデル（2020年）[注 7]
- 佐川急便 企業CM 新卒採用動画「あなたの味方」（2020年）[48]
- マース ジャパン リミテッド「シーバ（R）」欲しいのさシーバ（R）編（共演：岡慶悟（伽東アキラ））（2020年）[49]
- 中広 ご近所クーポンアプリ「フリモ」半額祭（2021年）[50]

### ネット配信

#### ドラマ
- 夏休みの恋人 〜フィルムの中の彼女〜（2009年8月1日 - 2009年9月30日、YouTube[51][注 8]） - 成海雫 役

### 舞台
- ザ・ベストハウス123 on Stage! 〜おかしなおかしな探偵物語!…は、コレだ!!〜（2012年6月19日 - 23日、伝承ホール）
- LIVING ADV「STEINS;GATE」（2013年10月12日 - 20日、Zepp Diver City(TOKYO)） - 椎名まゆり 役
- 紀伊國屋書店提携公演 たやのりょう一座 第14回公演「熱海殺人事件」（2025年11月2日 - 4日・6日 - 9日〈予定〉、紀伊國屋ホール）[52]

### DVD
- おにいちゃんといっしょ（2004年、日本メディアサプライ）
- 里奈。誕生してから12年（2006年、エアーコントロール（ジーオーティー）
- 里奈探しツアーご招待（2006年、竹書房）
- 里奈は本日天然なり（2007年、竹書房）
- りなっつ☆（2008年、ワニブックス）
- 「ネット版 仮面ライダー裏キバ 魔界城の女王」(2008年、東映） - 野村静香 役
- ケータイ少女 ~恋の課外授業~　Vol.1~Vol.6（2008年、ギャガ・コミュニケーションズ） - 藤宮桃香 役
- 里奈式 4~seasons~（2009年1月、学習研究社）
- 不思議少女 加藤うらら（2009年2月、ジェネオンエンタテインメント） - 主演・加藤うらら 役
- びっくりな！（2009年11月、ワニブックス）
- 小池里奈＠三代目明智小五郎 -小林少女の事件簿-（2010年6月16日、ポニーキャニオン） - 主演・小林少女 役
- RINAism♪ ~里奈的進化論~（2011年3月、キングレコード）
- JD RINA 3（2012年5月2日、ポニーキャニオン）[53]
- りなっ素。（2012年12月25日、ワニブックス）
- コイケリナ、ハタチ。（ちょっぴり）オトナ（2013年10月23日、キングレコード）
- Rina&lip ~リナトリップ~（2015年1月14日、キングレコード）
- Rina Paris（リナ パリス）（2016年3月9日、キングレコード）

## 書籍

### 写真集
- 天真らんまん（2006年1月23日、彩文館出版、撮影：木村晴）ISBN 4775601091
- 一年・四組・十九番（2006年10月2日、アスコム、撮影：HIROKAZU）ISBN 477620357X
- 里奈日和（2007年10月19日、竹書房、撮影：倉繁利）ISBN 978-4812432952
- 里奈の旅（2008年9月3日、ワニブックス、撮影：根本好伸）ISBN 978-4847041174（メイキングDVD付き）
- 里奈色4〜seasons〜（2009年1月22日、学習研究社、撮影：唐木貴央）ISBN 978-4054037755
- sabrina（2009年5月29日、小学館［サブラDVDムック］、撮影：矢西誠二）ISBN 978-4091030740
- そのまんま。（2009年9月27日、ワニブックス、撮影：渡辺達生）ISBN 978-4847042003（メイキングDVD付き）
- 小池里奈のすべて見せます！（2009年12月13日、双葉社、撮影：アライテツヤ）ISBN 978-4575301861
- 小池里奈と小林少女コンプリートファイル（2010年5月28日、学研パブリッシング［Gakken Mook］）ISBN 978-4056059137（BOMB特別編集DVD付き）
- 17才（2010年9月23日、講談社、撮影：藤本和典）ISBN 978-4063528190
- 卒業（2012年3月1日、小学館［小学館ビジュアルムック］、撮影：楽満直城）ISBN 978-4091032256
- むぼーび。（2012年9月3日、ワニブックス、撮影：中山雅文）ISBN 978-4847044809
- Re:Rina-ハタチの始まり-（2013年9月20日、双葉社、撮影：唐木貴央）ISBN 978-4575305722
- RINA REAL（2014年9月10日、ワニブックス、撮影：桑島智輝）ISBN 978-4847046698、ISBN 978-4847046841（Amazon限定カバーVer.）
- Departure（2016年2月14日、ワニブックス、撮影：松田忠雄）ISBN 978-4847048166、ISBN 978-4847048180（Amazon限定カバーVer. ）
- crave（2024年7月3日、講談社、撮影：菊地泰久）ISBN 978-4065359754[16]

### 雑誌
- Chu→Boh（海王社）
- ぜんぶ小池里奈のRina-Boh（海王社）
- めばえ、幼稚園、小学一年生、小学二年生、小学三年生、小学四年生（小学館）
- ピュアピュア（辰巳出版）
- Hana★chu→（主婦の友社）
- 週刊ヤングマガジン（講談社）
- ヤングガンガン（スクウェア・エニックス）
- ヤングチャンピオン（秋田書店）
- BOMB（学習研究社）
- memew（近代映画社）
- sabra（小学館）
- ENTAME（徳間書店）
- 月刊カメラマン（モーターマガジン社）
- CARトップ（交通タイムス社）
- おともだち、たのしい幼稚園（講談社）
- chu-bo（ぶんか社）
- レモンティーン（バウハウス）
- T'A&I（Ko'sパブリッシング）
- 週刊プレイボーイ（集英社）
- 少年サンデー（小学館）
- アームズマガジン（ホビージャパン）
- MAMOR（扶桑社）2022年3月号 - 海上自衛隊の制服を着て第2術科学校にて撮影

### その他
- オフィシャルカードコレクション「りなぽん!!」（2008年、さくら堂）
- オフィシャルカードコレクション「RINARD」（2011年1月、さくら堂）
- 小池里奈〜2025〜 トレーディングカード（2025年4月26日、ヒッツ）[54][55]

## ディスコグラフィ
- 「Sweet Little Resistance」（2004年） - アルバム「美少女戦士セーラームーン オリジナルソングアルバム"Dear My Friend"」収録。
- 「Sawnaunda」（2008年） - ネット配信限定シングル。
- 「ハイ！透け〜るラブ」（2010年） - ネット配信限定シングル。戸田翔子名義。